# Verlenging
Verlenging is het langer maken van een object of een tijdsperiode, bijvoorbeeld de duur van een wedstrijd, aanbieding, contract, of tijdelijke wet of maatregel.

## Sport
Een verlenging in de sport is het verlengen van een bepaalde wedstrijd, met een vastgesteld aantal minuten, om alsnog een winnaar te krijgen. Er zijn sporten, bijvoorbeeld handbal, waar indien de verlenging nog geen winnaar heeft opgeleverd, een tweede verlenging wordt gespeeld. Is er daarna nog geen winnaar, dan wordt de winnaar op een andere manier vastgesteld.
In het voetbal hebben verschillende speciale soorten verlenging bestaan, zoals golden goal en silver goal, maar na 2004 wordt er gewoon twee keer vijftien minuten extra gespeeld. Als er dan nog steeds geen winnaar is, worden er strafschoppen genomen.

## Contract
Het verlengen van een contract is strikt genomen het vervangen door een contract met een latere einddatum, maar in de praktijk wordt meestal een nieuw contract gesloten voor een aansluitende periode.